# Nephu-Kloster
Das Nephu-Kloster (tib. sna phu dgon) ist ein Kloster der Lingre-Kagyü-Schule (ling ras bka' brgyud) des tibetischen Buddhismus, die von Lingrepa Pema Dorje (gling ras pa pad ma rdo rje) (1128–1188) oder Nephupa (sna phu ba)  (nach dem Kloster) – einem Schüler des Phagmodrupa Dorje Gyelpo gegründet wurde. Das in der Nähe des Klosters Dorje Drag (rdo rje brag) in Zentraltibet (Ü; dbus) gelegene Kloster ist das Stammkloster dieser Schule. Es liegt im Kreis Gonggar (Gongkkar) des Regierungsbezirks Shannan (Lhokha) im Süden des Autonomen Gebiets Tibet in der Volksrepublik China.